# Wolfgang Adenberg
Wolfgang Adenberg (* 8. März 1967 in Köln) ist ein deutscher Musicalautor, Textdichter und Übersetzer sowie Autor und Regisseur von Hörspielen. Von ihm stammen u. a. die Musicals Moulin Rouge Story, Fletsch und Emil und die Detektive, alle mit Musik von Marc Schubring. Besondere Bekanntheit erlangte der gelernte Jurist durch seine Übersetzungen weltbekannter Musicals wie Titanic, 42nd Street, We Will Rock You oder The Scarlet Pimpernel. Seit 2002 übersetzt er die regelmäßig aktualisierten Texte von Starlight Express. Adenberg ist Absolvent des ersten Jahrgangs (1996) der Celler Schule. Im Jahr 2024 ist er Stipendiat der Casa di Goethe in Rom.
Auf seinem CD-Label „Anything Goes Records“ produziert und veröffentlicht er Aufnahmen rarer Musicals oder verwandter Genres, u. a. die erste deutschsprachige Aufnahme der Dezemberlieder von Maury Yeston, interpretiert von Pia Douwes.

## Werke

### Eigene Stücke
- 1993: Fletsch (Musik: Marc Schubring, Buch: Holger Hauer)
- 1995: Cyrano de Bergerac (Musik: Marc Schubring)
- 2001: Emil und die Detektive (Musik: Marc Schubring)
- 2002: What a Feeling (Musical mit Hits der 80er)
- 2003: Der kleine Wassermann (Bühnenbearbeitung des Romans)
- 2004: Swing Sisters (Musical mit Swing-Klassikern)
- 2005: Herr der Diebe (Bühnenbearbeitung des Romans)
- 2005: Fred vom Jupiter (Musical mit Hits der Neuen Deutschen Welle)
- 2007: Kiss me, Cole (Cole-Porter-Revue, Uraufführung an der Staatsoperette Dresden)
- 2007: Die sieben Raben (Musik: Alexander S. Bermange)
- 2008: König Drosselbart (Musik: Alexander S. Bermange)
- 2008: Moulin Rouge Story (Musik: Marc Schubring)
- 2009: Der Mann, der Sherlock Holmes war (Musik: Marc Schubring, Uraufführung an der Staatsoperette Dresden)
- 2009: Dornröschen (Musik: Alexander S. Bermange)
- 2011: Prinzessin Anna oder wie man einen Helden findet (Kinderoper – Musik: Jakob Vinje)
- 2012: Friedrich – Mythos und Tragödie (zusätzliche Lieder)
- 2012: Tell – Das Musical (Musik: Marc Schubring, Buch: Hans Dieter Schreeb, Creative Development: John Havu, Uraufführung auf der Walensee-Bühne)
- 2013: Zum Sterben schön (Musik: Marc Schubring), nach dem Film Grabgeflüster
- 2014: Pünktchen und Anton (Musik: Marc Schubring)
- 2015: Gefährliche Liebschaften (Musik: Marc Schubring)
- 2016. Der Medicus (Co-Autor und zusätzliche Liedtexte)
- 2016: Doctor Faustus’ Magical Circus (Musik: Martin Lingnau)
- 2018: Dornröschen (Musik: Marian Lux)
- 2018: Wie William Shakespeare wurde (Musik: Marc Schubring)[3]
- 2018: Momo (Oper) (Musik: Wilfried Hiller)[4]
- 2019: Der Räuber Hotzenplotz und die Mondrakete (Musik: Martin Lingnau)[5]

### Hörspiele
- 2021–2022: SuperZings – 10-teilige Hörspielserie[6]
- 2021–2023: Erwischt! – Zeitreise ins Verbrechen – 18-teilige Hörspielserie[7]
- 2021–2023: Erwischt! – Zeitreise ins Verbrechen – Der Podcast[8]

### Übersetzungen (Auswahl)
- Mary Poppins (Musical)
- Liebe stirbt nie
- Starlight Express (neue Lieder)
- Anastasia
- We Will Rock You
- 3 Musketiere
- Jersey Boys[9]
- Rocky – Das Musical
- Hairspray (zusammen mit Heiko Wohlgemuth)
- The Scarlet Pimpernel
- Pinkelstadt
- 42nd Street
- Titanic – Das Musical
- Die letzten 5 Jahre
- Songs for a new world
- 13
- The Wild Party
- Nicht von dieser Welt
- Triumph der Liebe
- Der Studentenprinz
- Lucky Stiff – Tot aber glücklich
- Rent
- Cyrano de Bergerac (Schauspiel)
- Pardon My English Musical von George Gershwin
- Wonderland
- The Last Ship